# 石垣駐屯地
石垣駐屯地（いしがきちゅうとんち、JGSDF Camp Ishigaki）は、沖縄県石垣市に所在する八重山警備隊等が駐屯する陸上自衛隊の駐屯地である。2023年（令和5年）3月16日に開庁した。八重山警備隊長が駐屯地司令を兼務する。

## 概要
南西諸島海域における中華人民共和国および朝鮮半島有事などの軍事的脅威に対する日本の離島防衛態勢強化を目的として整備される事業の一環として、31中期防に基づき建設を開始し、警備部隊、地対艦ミサイルおよび地対空ミサイル部隊等が配置され、約570名の自衛隊員が駐屯している。
防衛省は同駐屯地内の弾薬庫に地上から艦艇に向けて発射する国産の「12式地対艦誘導弾」などを保管すると公表している。防衛省は自衛隊の能力に関わるとして、駐屯地などに保管する弾薬の種類や数量を原則的には公表しないため、異例の対応である。

## 沿革
- 2015年（平成27年）11月26日、防衛省は石垣市に陸上自衛隊の石垣島への配備を正式に要請。石垣市平得大俣地区周辺を配備候補地とし、500-600人規模の警備部隊、地対空・地対艦ミサイル部隊を配備すると説明した[5][6]。
- 2016年（平成28年）12月：石垣市長が、陸上自衛隊の配備に向けた手続きの開始を了承。
- 2018年（平成30年）7月18日：配備受け入れを表明[7][8]。
- 2019年（平成31年）3月1日：造成工事が開始[9]。

- 2023年（令和05年）3月7日：閣議決定を経て駐屯地の開庁日は同年3月16日とすることが正式発表[1]。

陸上自衛隊石垣駐屯地
- 2023年（令和05年）
  - 3月16日：石垣駐屯地が開設[10]。

  1. 八重山警備隊が新編[11]。八重山警備隊長が駐屯地司令職に指定。
  2. 第5地対艦ミサイル連隊第303地対艦ミサイル中隊が健軍駐屯地から移駐[12]。
  3. 第7高射特科群第348高射中隊が竹松駐屯地から移駐[12][13]。
  4. 第445会計隊が西部方面会計隊隷下に新編[14]。
  5. 石垣駐屯地業務隊が新編[11]。

  - 4月2日：記念行事が開催[15][16]。
- 2024年（令和06年）3月21日：第5地対艦ミサイル連隊第303地対艦ミサイル中隊を第7地対艦ミサイル連隊第3地対艦ミサイル中隊に改組。

## 駐屯部隊

### 西部方面隊直轄部隊
- 第15旅団
  - 八重山警備隊
- 第2特科団
  - 第7地対艦ミサイル連隊
    - 第3地対艦ミサイル中隊
- 第2高射特科団
  - 第7高射特科群
    - 第348高射中隊
- 西部方面後方支援隊
  - 第102特科直接支援大隊
    - 第3直接支援中隊
      - 第3直接支援小隊：第3地対艦ミサイル中隊を支援

  - 第102高射直接支援大隊
    - 第2直接支援中隊
      - 第2直接支援小隊：第348高射中隊を支援
- 西部方面会計隊
  - 第445会計隊
- 西部方面システム通信群
  - 第102基地システム通信大隊
    - 第322基地通信中隊
      - 石垣派遣隊[17]
- 石垣駐屯地業務隊

## マスコットキャラクター
隊員が考案した石垣駐屯地公式のマスコットキャラクターが存在する。
アーヤ
石垣駐屯地に住む妖精で、南ぬ島美ら民の応援団。モチーフはカンムリワシの幼鳥。
好きな食べ物は「アダンのハンビン」
赤丸
アーヤが乗っている馬。モチーフは石垣島の伝説の赤馬。鬣はカンヒザクラ。南十字星の模様が有る。
セマルー
アーヤの頭に乗っている。モチーフはヤエヤマセマルハコガメ。
サキブー
アーヤが持つ石垣駐屯地の幟旗を身に付けて運んでいる。モチーフはサキシマハブ。